# 陈志钊
陈志钊（1988年3月14日—），出生于广东省番禺县 （今广州市番禺区），中国足球运动员，现效力于中超联赛球队广州城。

## 球員生涯
陈志钊年僅9歲半時，便在廣東足球名宿趙達裕開辦的足球學校接受訓練。14歲時，因为在全国青少年赛事中的出色表现，被上海申花俱乐部选中，进入上海申花足球学校学习，但一直只在二隊比賽。

### 公民
儘管個人技術出色，然而由於身材矮小，陈志钊在申花足球学校教練朱炯推薦下，轉到香港甲組足球聯賽球队公民效力。陈志钊為公民效力一季半，合共上陣35場，射入6球，協助球隊獲得香港甲組足球聯賽亞軍。2008年5月18日在香港大球場上演的香港足總盃決賽對和富大埔，陈志钊射入一球，加上對方後衛烏龍球，公民以2－0勝出，贏得球會歷來首項甲組錦標。

### 南昌
2009年陈志钊返回中国球壇發展，2月26日和當時在中甲角逐的南昌八一签订五年合同，并帮助球队獲得亞軍，取得升上中超，而球队的主教练朱炯正是他过去在上海申花足球学校的啟蒙教练。
在2010年的中超球季，陈志钊表現大放異采，全季出場30次，射入10球及貢獻8次助攻，成為南昌衡源成功保級的關鍵人物，更被南昌球迷選為最喜愛球員，並且入選中超明星隊。
2011年初，葡甲球队费伦斯决定免试训引进陈志钊，但由于南昌衡源拒绝放人，陈志钊未能在冬季转会窗关闭前登陆葡甲。陈志钊和南昌衡源的合同条款中有支持前者留洋的规定，只要对方俱乐部在2011年2月26日之前支付20万欧元或以上转会费，南昌就要无条件放人。不过南昌衡源俱乐部认为20万欧元转会费是由陈志钊经纪公司支付，不符合当初合同中相关条款的约定，雙方陷入僵局。陈志钊拒絕向南昌衡源報到及聯絡，为了能够实现留洋的梦想，陈志钊将相关材料提交给了中国足协提出仲裁，最終被中国足协駁回，不受理申請。
陈志钊在葡萄牙逗留了三個月後，於2011年4月29日返回中国，惟並沒有向南昌衡源報到，而是返回家鄉番禺。南昌衡源由於新賽季進攻欠理想，懷念陈志钊在陣中的作用，願意與陈志钊父親談判希望解決這場轉會風波。但陈志钊并没有成功回归南昌，为了保持状态，他一直跟随室内五人賽足球队番禺明珠俱乐部进行训练，并以临时身份加盟番禺明珠出战粤超联赛。

### 科林蒂安
2012年2月28日，巴西足球甲级联赛球會宣布陳志釗租借加盟，租借期至2013年12月31日， 他也因此成为第一名效力于巴甲联赛的中国球员。10月17日，陈志钊在
2比0不敵的比赛下半场第37分钟替补出场，首次在巴甲联赛亮相。
2013年1月20日，聖保羅省聯賽對保利斯塔的比賽，陳志釗首次正選上陣，並且貢獻一次助攻，協助球隊賽和1-1。

### 重回中国
2014年2月28日，陈志钊在中国足球2014赛季转会截止日当天宣布加盟北京国安。

### 退役
2023年2月，根据德国《转会市场》网站的消息，广州城的球员陈志钊已宣布退役。
2023年5月27日在接受《足球报》专访时他谈到了自己为何选择退役的原因，同时回顾了他职业生涯中的遗憾和满足，以及未来的计划。陈志钊于2016赛季初从北京国安转会回到广州富力，这也是他的家乡的球队。他表示，没有一个人愿意离开家人和熟悉的环境。他回忆说，在疫情之前的比赛中，他的家人常常会前往现场观看他的比赛，这是他非常开心的事情。然而，陈志钊也提到了他职业生涯中的两个小遗憾。首先，他未能为广州富力队赢得中超冠军，这是他感到遗憾的事情。其次，尽管入选了卡马乔和里皮执教的中国国家队，并参加了世界杯预选赛，但他未能代表中国国家队上场，这是他非常遗憾的。目前，陈志钊表示他将专注于陪伴家人和照顾孩子。他计划在未来几年内花更多时间与家人在一起。等孩子们长大一些后，他将重新考虑自己的未来计划。他有可能以不同的方式参与足球，但并不一定会成为教练。他也表示有可能从事球探等其他领域。

## 外部連結
- 香港足球總會網頁球員註冊資料 （页面存档备份，存于）